# Cardo (Schriftart)
Cardo ist eine von David J. Perry seit 2002 erstellte Schriftart, die auf der De Aetna-Type des Venezianers Francesco Griffo von 1496 beruht. Diese frühe Antiqua-Schrift wurde in der Druckerei von Aldus Manutius erstmals für das Buch De Aetna von Pietro Bembo verwendet. Die Cardo basiert somit auf der gleichen historischen Schrift wie die 1929 für die Firma Monotype Corporation neugezeichnete Bembo. Cardo entstand im Rahmen der Medieval Unicode Font Initiative.
Die Schrift ist sowohl in einem normalen Schriftschnitt als auch in einer Kursiven verfügbar. Cardo stellt tausende Glyphen für die unterschiedlichsten, teils sehr exotischen Anwendungen bereit. So sind Zeichen für altgriechische Musiknotation, Hebräisch, phonetische Alphabete, Etruskisch, Mittelhochdeutsch, verschiedene Maß- und Gewichtssysteme und vieles mehr, sowie eine große Zahl an Ligaturen enthalten.
Nach einer längeren Auszeit, während der David J. Perry nicht an der Schriftart arbeitete, gab es 2010 und 2011 mehrere Releases der Schrift. Ab Version 0.99 steht die Schrift unter der SIL Open Font License und darf somit weitergegeben und bearbeitet werden. Die bisher letzte Version 1.04 wurde am 20. April 2011 veröffentlicht.

## Klassifikation der Schrift
- Nach DIN 16518 gehört die Bembo in die Gruppe II (Französische Renaissance-Antiqua)
- Nach Beinert gehört sie zur Gruppe 1, Untergruppe Französische Renaissance-Antiqua